# Deniztepesi, Serik
Deniztepesi là một xã thuộc huyện Serik, tỉnh Antalya, Thổ Nhĩ Kỳ. Dân số thời điểm năm 2011 là 950 người.